# Kaestneria
Genre
Kaestneria est un genre d'araignées aranéomorphes de la famille des Linyphiidae.

## Distribution
Les espèces de ce genre se rencontrent en zone holarctique et en Asie du Sud-Est.

## Liste des espèces
Selon World Spider Catalog (version 23.5, 27/06/2022) :
- Kaestneria bicultrata Chen & Yin, 2000
- Kaestneria dorsalis (Wider, 1834)
- Kaestneria longissima (Zhu & Wen, 1983)
- Kaestneria pullata (O. Pickard-Cambridge, 1863)
- Kaestneria rufula (Hackman, 1954)
- Kaestneria torrentum (Kulczyński, 1882)
- Kaestneria valentissima Irfan & Peng, 2018

## Systématique et taxinomie
Ce genre a été décrit par Wiehle en 1956 dans les Linyphiidae.

## Étymologie
Ce genre est nommé en l'honneur d'Alfred Kaestner.

## Publication originale
- Wiehle, 1956 : « Spinnentiere oder Arachnoidea (Araneae). 28. Familie Linyphiidae-Baldachinspinnen. » Tierwelt Deutschlands, vol. 44, p. 1-337.